# Rainer Schwindt
Rainer Schwindt (* 1965) ist ein deutscher römisch-katholischer Theologe.

## Leben
Von 1985 bis 1991 studierte er Mathematik und Physik an der Universität Bonn mit Diplomabschluss in Mathematik und von 1991 bis 1996 katholische Theologie in Trier und Würzburg bis zum Diplomabschluss mit der Arbeit „Erscheinung der Einheit. Der Komplementaritätsgedanke in der neueren Naturphilosophie und bei Nikolaus von Kues“. Von  1996 bis 2001 war er wissenschaftlicher Mitarbeiter am Lehrstuhl für Neues Testament der Theologischen Fakultät Trier. Nach der Promotion 2001 in  Trier zum Dr. theol. war er von 2001 bis 2004 wissenschaftlicher Assistent am Lehrstuhl für Neues Testament an der Theologischen Fakultät Trier und begann die Habilitation in Bonn. Von 2005 bis 2007 war er Fachreferent für Katholische Theologie in der Bibliothek des Bischöflichen Priesterseminars in Trier. Nach der Habilitation 2006 – Thema der Arbeit: „Gesichter der Herrlichkeit. Eine exegetisch-traditionsgeschichtliche Studie zur paulinischen und johanneischen Christologie“ – und Ernennung zum Privatdozenten für Einleitung und Exegese des Neuen Testaments an der Theologischen Fakultät der Universität Bonn hatte er von 2006 bis 2010 Lehraufträge in Trier, Bonn, Köln, Koblenz und Saarbrücken. 2008 wurde er zum Direktor der Bibliothek des Bischöflichen Priesterseminars Trier ernannt. Im Sommersemester 2010 vertrat er die Professur für Biblische Theologie und Exegese am Institut für Katholische Theologie an der Universität Koblenz-Landau, Campus Koblenz. Im Wintersemester 2010/2011 wurde er zum Professor für Biblische Theologie und Exegese am Institut für Katholische Theologie an der Universität Koblenz-Landau, Campus Koblenz ernannt.
Seine Forschungsgebiete sind Umwelt und Religionsgeschichte des Neuen Testaments, biblische Weltbilder, Christologie des Neuen Testaments (Deutung von Tod und Auferstehung Jesu Christi), paulinische und johanneische Theologie im Vergleich, Verhältnis von Urzeit und Endzeit, Fragen des Verhältnisses von mythologischem und apokalyptischem Denken und Kloster- und Frömmigkeitsgeschichte am Mittelrhein.

## Schriften (Auswahl)
- Das Weltbild des Epheserbriefes. Eine religionsgeschichtlich-exegetische Studie (= Wissenschaftliche Untersuchungen zum Neuen Testament. Band 148). Mohr Siebeck, Tübingen 2002, ISBN 3-16-147848-7 (zugleich Dissertation, Theologische Fakultät Trier 2001).
- Gesichte der Herrlichkeit. Eine exegetisch-traditionsgeschichtliche Studie zur paulinischen und johanneischen Christologie (= Herders biblische Studien. Band 60). Herder, Freiburg im Breisgau/Basel/Wien/Barcelona/Rom/New York 2007, ISBN 3-451-29375-7 (zugleich Habilitationsschrift, Bonn 2006).
- mit Michael Embach und Winfried Weber: Die Kirche des Bischöflichen Priesterseminars Trier. Paulinus, Trier 2009, ISBN 978-3-7902-1632-5.
- Der Gesang der Engel. Theologie und Kulturgeschichte des himmlischen Gottesdienstes. Herder, Freiburg im Breisgau/Basel/Wien 2018, ISBN 3-451-38312-8.